# KnowARC
KnowARC (Grid-enabled Know-how Sharing Technology Based on ARC Services and Open Standards) (KnowARC) är ett forsknings- och utvecklingsprojekt som finansieras 2006-2009 av EU. Det består av 10 partners från 7 europeiska länder och inriktar sig mot utveckling av grid-teknik.
KnowARC förbättrar och utvecklar den föreliggande spjutspetsteknologin i gridmjukvaran ARC. Projektet verkar för att öka medvetandet om och användandet av nästa generation av ARC-mjukvara. Projektets förväntas resultera i en standardtrogen, interoperabel gridmjukvara som kan utgöra en grund för kunskapsdelning för näringsliv och samhället i stort. KnowARC syftar till att göra ARC till en enhetlig och funktionell gridmjukvara av hög kvalitet som kan användas på ett stort spann av olika plattformar och inkluderas i olika mjukvarudistributioner.